# لی دونگ-وون
لی دونگ-وون (انگلیسی: Li Dong-woon; ۴ ژوئیهٔ ۱۹۴۵) بازیکن فوتبال اهل کره شمالی بود.
وی همچنین در تیم ملی فوتبال کره شمالی بازی کرده‌است.